# Vidră cu gât pătat
Vidra cu gât pătat (Hydrictis maculicollis) este o vidră originară din Africa Subsahariană.

## Taxonomie
Vidra cu gât pătat a fost descrisă științific pentru prima oară de către Martin Lichtenstein⁠(en)[traduceți] în 1835, denumirea științifică care i-a fost atunci acordată fiind Lutra maculicollis, pe când denumirea actuală este Hydrictis maculicollis. A fost anterior considerată drept specie a genului Lutra, însă acum este considerată drept singura specie a genului Hydrictis. Au fost descrise 5 subspecii ale vidrei cu gât pătat, însă validitatea lor nu este recunoscută. Acestea cel mai probabil reprezintă o variație naturală a aspectului între indivizi.

## Descriere

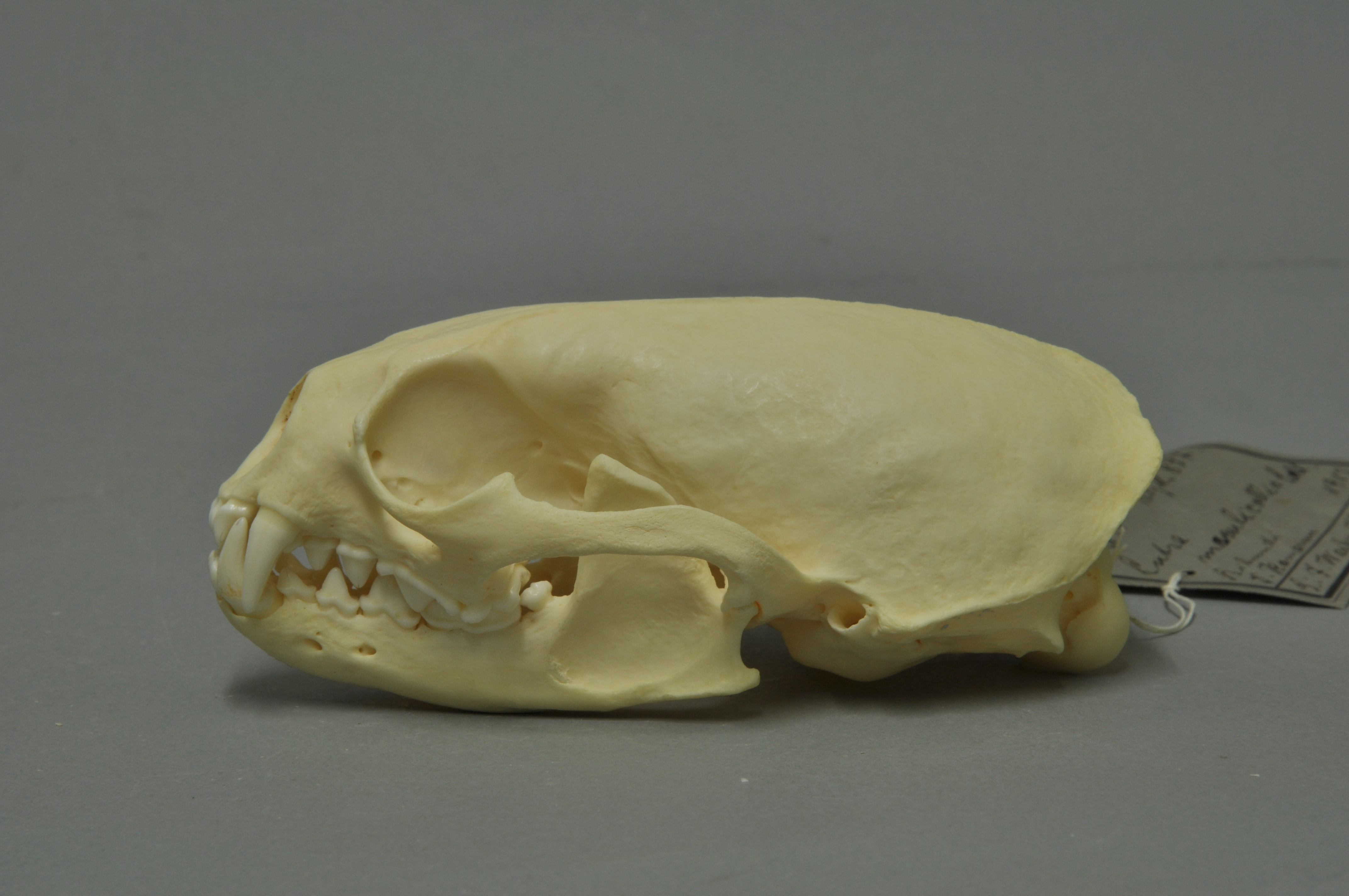
Craniul unei vidre cu gât pătat

Vidra cu gât pătat este de obicei ciocolatie până la brun-roșcată și marcată cu pete albe sau crem pe piept și partea din față a gâtului. Capul este lat, cu o buză scurtă, urechi mici și rotunjite, și un rinarium⁠(en)[traduceți] lipsit de păr. Dinții sunt adaptați pentru consumul de pește, dinții canini superiori fiind mari și ascuțiți, caninii inferiori fiind curbații, iar dinți carnasieri⁠(en)[traduceți] fiind ascuțiți. Fălcile sunt adaptate asemănător, fosa mandibulară⁠(en)[traduceți] potrivindu-se atât de fix în condilul⁠(en)[traduceți] de la mandibulă încât cea din urmă nu se poate mișca în laterală, ceea ce face ca vidrei să îi fie mai ușor să captureze și să poarte în gură pești. Este o specie relativ mică, masculii având o lungime de la nas până la crupă de 71–76 cm și cântărind 5,7–6,5 kg, în timp ce femelele o au de 57–61 cm și cântăresc 3,0–4,7 kg. Coada este lungă și musculoasă, măsurând 39–44 cm la ambele sexe. Labele picioarelor sunt înzestrate cu membrană interdigitală⁠(en)[traduceți] completă. Femelele au două perechi de sfârcuri, iar masculii au un scrot mare și penisul le este ascuns pe sub piele pentru a reduce rezistența la înaintare în timpul înotului.

## Răspândire și habitat
Vidra cu gât pătat populează lacuri și râuri mai mari de-a lungul unei părți mari a Africii la sud de 10°N. Este comună în Lacul Victoria și pe cuprinsul Zambiei, dar este absentă în Zambezi mai jos de Cascada Victoria. Nu se duce în ape sărate.

## Comportament și ecologie
Vidra cu gât pătat este foarte vocală, emițând fluierături subțiri și înalte și țârâituri stridente și rapide. Trăiește uneori în grupuri de familie, dar pare să fie socială numai în anumite condiții. Masculii și femelele trăiesc separat pentru cel puțin o parte a anului. Aceste vidre vânează de obicei singure, exceptând dățile în care mama își antrenează puii, și nu sunt teritoriale, adăpostindu-se pe durata nopții în vizuini scurte, crăpături din stânci sau locuri cu vegetație deasă. Pe uscat se deplasează în principal mergând pe căi obișnuite și rareori se îndepărtează la mai mult de 10 m de malurile râurilor sau ale lacurilor. Ambii marchează aceste căi cu locuri pentru făcut nevoile în care obișnuiesc să urineze și defecheze.
Vidra cu gât pătat este diurnă și pare să vâneze bazându-se în întregime pe văz, recurgând la scufundări scurte care durează fiecare mai puțin de 20 de secunde și care au loc în apă limpede cu vizibilitate bună. Pe prăzile de dimensiuni mai mari le cară la mal, pe când pe cele de dimensiuni mai mici le mănâncă în timp ce se deplasează prin apă. Se hrănește în principal cu pești ce au în general lungimea mai mică de 20 cm, dar mănâncă și broaște și crustacee mici, în special atunci când numărul peștilor este scăzut.
Femela dă naștere unui rând de pui ce constă în până la trei pui după o perioadă de gestație de în jur de două luni. Puii se nasc orbi și neajutorați, iar mama le poartă de grijă vreme de aproape un an.
Printre prădătorii cunoscuți ai vidrei cu gât pătat se numără leii, crocodilii și acvilele pescari africane.

## Conservare
Vidra cu gât pătat este în declin. Printre pericolele care o amenință se numără distrugerea habitatului și poluarea apelor. Oamenii o vânează pentru carne, blană și medicină. Uniunea Internațională pentru Conservarea Naturii o clasifică drept specie aproape amenințată⁠(en)[traduceți], iar CITES o listează în Anexa II.